# 5935 Ostankino
5935 Ostankino eller 1977 EF1 är en asteroid i huvudbältet som upptäcktes den 13 mars 1977 av den rysk-sovjetiske astronomen Nikolaj Tjernych vid Krims astrofysiska observatorium på Krim. Den är uppkallad efter Ostankinskij distriktet i Moskva.
Asteroiden har en diameter på ungefär 6 kilometer och den tillhör asteroidgruppen Eunomia.